# Cincinnati (Iowa)
Cincinnati – miasto w Stanach Zjednoczonych, w stanie Iowa, w hrabstwie Appanoose.

## Demografia
W 2000 roku liczyło 428 mieszkańców. W 2023 roku liczba mieszkańców spadła do 283 osób, a gęstość zaludnienia poniżej 63 osób/km².